# 바람에 실려
《바람에 실려》는 대한민국의 방송국 MBC의 예능 프로그램 《우리들의 일밤》의 한 코너로 한국의 음악을 알리고자 임재범과 함께 미국으로 떠나는 로드뮤직 버라이어티 쇼이다.

## 방송 내용
| 회차        | 방송일     | 에피소드                                                          |
| ----------- | ---------- | ----------------------------------------------------------------- |
| 1           | 2011.10.2  | 오리엔테이션, 미국으로 출국                                       |
| 2           | 2011.10.9  | 데스밸리에서의 공연, LA 선셋 블러버드 key club에서의 공연         |
| 3           | 2011.10.16 | FT아일랜드 이홍기 합류, UC 버클리에서의 공연                      |
| 4           | 2011.10.30 | 오상진 아나운서 합류, 에릭 몽그레인과의 만남                      |
| 5           | 2011.11.06 | 몬트레이 재즈 페스티벌 참여                                       |
| 6           | 2011.11.13 | 캘리포니아에서 <바람에 실려> 타이틀곡과 뮤직비디오 만들기         |
| 7           | 2011.11.20 | <바람에 실려> 음원 녹음 현장 공개, 뮤직비디오 공개                |
| 8           | 2011.11.27 | 주마비치 해변에서의 이호준 가요제 개최, LA 노키아 극장에서의 공연 |
| 9(마지막회) | 2011.12.04 | 마지막회, 비하인드 스토리 공개                                    |

2011년 10월 23일 방송분은 2011 플레이오프 5차전 롯데:sk 생중계로 결방되었다.(단, 나는 가수다는 정상 방영되었다)

## 출연자들
- 임재범
- 김영호
- 이준혁
- 지상렬
- 하광훈
- 이호준
- 넋업샨
- B.O.B
- FT 아일랜드 이홍기(3회부터 합류)
- 오상진(4회부터 합류)

## 경쟁 프로그램
- 일요일이 좋다
  - 런닝맨 (경쟁 프로그램)
  - 다이어트 서바이벌 빅토리 (2부 프로그램)

- 해피선데이
  - 남자의 자격 (경쟁 프로그램)
  - 1박 2일 (2부 프로그램)

- 일밤
  - 나는 가수다 시즌 1 (2부 프로그램)